# Slinky
Slinky, som även kallas trappfjäder, är en leksak i form av en lång fjäder som bland annat kan vandra nerför trappor.
Uppfunnen av "misstag" 1943 av ingenjören Richard T. James då han undersökte fjädrar för balansering av känsliga instrument ombord på skepp. Ursprungligen tillverkades den av svenskt blå-svart stål, men när hans fru Betty James tog över tillverkningen ersatte hon det med amerikanskt silverfärgat stål.